# Oberst Shirley
Oberst Shirley (Originaltitel The Little Colonel) ist eine US-amerikanische Filmkomödie von Regisseur David Butler aus dem Jahr 1935. Der Film basiert auf dem gleichnamigen Roman von Annie Fellows Johnston.

## Handlung
Im Jahr 1870 verleugnet Colonel Lloyd seine Tochter Elizabeth, weil sie sich mit Jack Sherman trifft, sie sich ineinander verlieben und heiraten. Jahre später wird Elizabeth schwanger und bringt Lloyd Sherman, Little Colonel, zur Welt. Später zieht die Familie in ein Landhaus, welches in unmittelbarer Nähe von Colonel Lloyds Anwesen ist. Im späteren Verlauf freunden sich Lloyd und Colonel Lloyd an, ohne zu wissen, dass sie verwandt sind. Erst bei einem späteren Treffen erfahren beide von ihrer Verwandtschaft.

## Hintergrund
Das Tanzduo Temple-Robinson arbeitete auch in weiteren Filmproduktionen zusammen, wie Der kleinste Rebell (1935), Shirley auf Welle 303 (1938) und Just Around the Corner (1938). Shirley Temple wurde für die Tanzeinlagen von Bill Robinson selbst ausgebildet.
Die Aufnahmen wurden bei einem Seitenverhältnis von 1,37:1 in Schwarz-Weiß und Mono aufgezeichnet. Das Filmmaterial beläuft sich auf eine Gesamtlänge von 2.238,26 m, welche acht Filmenrollen bedeuteten. Eine spätere Version des Films wurde digital aufbereitet und ist fortan auch in Farbe zu betrachten.
Der Tanzfilm wurde am 22. Februar 1935 in den US-amerikanischen Kinos gezeigt. In den europäischen Kinos lief der Film ab dem 1. September. An der Fertigstellung von Oberst Shirley war Fox Film Corporation beteiligt. Auch in Österreich wurde der Film unter dem Titel Oberst Shirley veröffentlicht.

## Rezeption
Andre Sennwald von der New York Times fand zumindest Shirley Temple in ihrer Rolle entzückend und großartig. Zudem hatte Oberst Shirley durch Temple einen Anziehungsmagneten, wobei der Auftritt mit ihren Tanzeinlagen, die sie mit Billy Robinson zeigte, den Eintrittspreis wert sei.